# ویلوگبی اون د ولدز
ویلوگبی اون د ولدز (به انگلیسی: Willoughby on the Wolds) یک روستا و محله مدنی در بریتانیا است که در راشکلف واقع شده‌است. ویلوگبی اون د ولدز ۵۷۲ نفر جمعیت دارد.